# Prix du meilleur spectacle étranger du Syndicat de la critique (théâtre)
 (avril 2024).
Si vous disposez d'ouvrages ou d'articles de référence ou si vous connaissez des sites web de qualité traitant du thème abordé ici, merci de compléter l'article en donnant les références utiles à sa vérifiabilité et en les liant à la section « Notes et références ».
Le prix du meilleur spectacle étranger du Syndicat de la critique est une distinction artistique française récompensant les meilleures pièces de théâtre en langue étrangère de l'année.

## Palmarès
- 1964/1965 : Troïlus et Cressida de William Shakespeare, par le théâtre de la Comédie de Bucarest au théâtre des Nations, et Roméo et Juliette de William Shakespeare par le Mai florentin au théâtre des Nations
- 1965/1966 : Barouf à Chioggia de Carlo Goldoni, mise en scène Giorgio Strehler, Piccolo Teatro de Milan au Théâtre des Nations
- 1966/1967 : Les Géants de la montagne de Luigi Pirandello, mise en scène Giorgio Strehler, Piccolo Téatro de Milan au Théâtre des Nations
- 1967/1968 :
- 1968/1969 :
- 1969/1970 :
- 1970/1971 : Le Regard du sourd de Robert (Bob) Wilson Festival de Nancy, Théâtre de la Musique-Gaîté Lyrique
- 1971/1972 : Sainte Jeanne des Abattoirs de Bertolt Brecht, adaptation Gilbert Badia et Claude Duchet, mise en scène Guy Rétoré, Théâtre de l'Est parisien
- 1972/1973 :
- 1973/1974 :
- 1974/1975 :
- 1975/1976 :
- 1976/1977 : Les Estivants de Maxime Gorki, mise en scène Peter Stein, Schaubühne de Berlin-Ouest à la Maison de la Culture de Nanterre
- 1977/1978 : Hamlet de William Shakespeare, mise en scène Youri Lioubimov, Taganka de Moscou au Festival d'automne
- 1978/1979 : L'Opéra de quat'sous de Bertolt Brecht et Kurt Weill, mise en scène Hans Peter Cloos, Skarabeustheater de Munich au Théâtre des Bouffes du Nord
- 1979/1980 : Regarder les hommes tomber, par les Hauser Orkater (nl) d'Amsterdam, Palais de Chaillot - salle Gémier
- 1980/1981 : L'Orestie d'Eschyle, mise en scène Peter Stein, Schaubühne de Berlin à la MC93 Bobigny
- 1981/1982 :
- 1982/1983 : La Bonne Âme de Se Tchouan de Bertolt Brecht, mise en scène Giorgio Strehler, Piccolo Teatro de Milan au Théâtre de la Porte-Saint-Martin
- 1983/1984 : La Tempête de William Shakespeare, mise en scène Giorgio Strehler, Piccolo Teatro de Milan au Théâtre de l'Odéon
- 1984/1985 : Sur la grand-route d'Anton Tchekhov, mise en scène Klaus Michael Grüber, Schaubühne à Saint-Denis-Festival d'automne
- 1985/1986 : Le Triomphe de l'amour de Marivaux, en italien, mise en scène Antoine Vitez, avec les comédiens du Piccolo Teatro de Milan au Théâtre national de Chaillot
- 1986/1987 : Alcestis d'après Euripide, mise en scène Bob Wilson, Maison de la Culture de Bobigny-Festival d'automne
- 1987/1988 : El público de Federico Garcia Lorca, mise en scène Luis Pasqual, Centre dramatique de Madrid à l'Odéon-Théâtre de l'Europe
- 1988/1989 : Titus Andronicus de William Shakespeare, mise en scène Deborah Warner, Royal Shakespeare Company au Théâtre des Bouffes du Nord
- 1989/1990 : Platonov d'Anton Tchekhov et Ubu Kiraly, par le Théâtre Katona Joszsef de Budapest, Festival de la Communauté européenne, Odéon-Théâtre de l'Europe
- 1990/1991 : Aujourd'hui, c'est mon anniversaire de Tadeusz Kantor, Théâtre Cricot II au Centre Pompidou
- 1991/1992 : Gaudeamus d'après Bataillon de construction de Sergeï Kaledine, mise en scène Lev Dodine, Théâtre Maly Saint-Pétersbourg, MC93 Bobigny
- 1992/1993 : Le cycle consacré au Canadien Robert Lepage au Festival d'automne
- 1993/1994 :  Barouf à Chioggia de Carlo Goldoni, mise en scène Giorgio Strehler, Piccolo Teatro de Milan au Odéon-Théâtre de l'Europe
- 1994/1995 : As You Like It de William Shakespeare, mise en scène Declan Donellan, Compagnie Cheek by jowl au Théâtre des Bouffes du Nord
- 1995/1996 : Richard II de William Shakespeare, mise en scène Deborah Warner, MC93 Bobigny
- 1996/1997 : Verso/Peer Gynt d'Henrik Ibsen, mise en scène Luca Ronconi, Festival d'automne
- 1997/1998 : La Cerisaie d'Anton Tchekhov, mise en scène Peter Zadek, MC93 Bobigny
- 1998/1999 : Les Somnambules d'Hermann Broch, mise en scène Krystian Lupa, par le Stary Teatr de Cracovie
- 1999/2000 : Le Songe d'August Strindberg, mise en scène Bob Wilson, par le théâtre de Stockholm au théâtre national de Chaillot et au Centre dramatique national Nice-Côte d'Azur
- 2000/2001 : Mnemonic, conception et mise en scène Simon McBurney, à la MC93 Bobigny. Mention spéciale : Rwanda 94, conception et mise en scène Groupov, Festival d'Avignon
- 2001/2002 : La Mouette d'Anton Tchekhov, mise en scène Lars Noren, par le Riks teatern de Suède, Théâtre des Amandiers
- 2002/2003 : Purifiés de Sarah Kane, mise en scène Krzysztof Warlikowski au Festival d'Avignon
- 2003/2004 : Les Dix Commandements de Raffaele Viviani, mise en scène Christoph Marthaler, MC93 Bobigny
- 2004/2005 : Eraritjaritjaka d'après Elias Canetti, mise en scène Heiner Goebbels, Théâtre Vidy-Lausanne et Odéon-Théâtre de l'Europe
- 2005/2006 : Répétition Hamlet, mise en scène Enrique Diaz, Filature de Mulhouse, Théâtre de la Cité internationale
- 2006/2007 : Il ventaglio de Carlo Goldoni, mise en scène Luca Ronconi, Piccolo Teatro de Milan, Odéon-Théâtre de l'Europe
- 2007/2008 : Angels in America de Tony Kushner, mise en scène Krzysztof Warlikowski, Festival d'Avignon
- 2008/2009 : John Gabriel Borkman d'Henrik Ibsen, mise en scène Thomas Ostermeier, Schaubühne de Berlin
- 2009/2010 : Richard II de William Shakespeare, mise en scène Claus Peymann, Berliner Ensemble au Théâtre de la Ville
- 2010/2011 : Shun-Kin d'après Jun'ichirō Tanizaki, mise en scène Simon McBurney, Festival d'automne à Paris
- 2011/2012 : Antigone de Sophocle, mise en scène Adel Hakim, Théâtre national palestinien au Théâtre des Quartiers d'Ivry
- 2012/2013 : Un ennemi du peuple d'Henrik Ibsen, mise en scène Thomas Ostermeier, Schaubühne, Festival d'Avignon
- 2013/2014 : The Old Woman d'après Daniil Kharms, mise en scène Robert Wilson, Théâtre de la Ville
- 2014/2015 : La Cerisaie d'Anton Tchekhov, mise en scène Lev Dodine, Festival Le Standard Idéal MC93 au Monfort
- 2015/2016 : Kings of War d'après William Shakespeare, mise en scène Ivo van Hove, théâtre national de Chaillot
- 2016/2017 : Place des héros de Thomas Bernhard, mise en scène Krystian Lupa, Théâtre national de la Colline
- 2017/2018 : Tristesses, texte et mise en scène Anne-Cécile Vandalem, Théâtre de l’Odéon
- 2018/2019 : La Reprise (Histoire(s) du théâtre (1)) de Milo Rau, Festival d’Avignon, Théâtre Nanterre-Amandiers
- 2019/2020 : Outside de Kirill Serebrennikov
- 2020/2021 : Le Côté de Guermantes de Marcel Proust, mise en scène Christophe Honoré (Comédie-Française) et Avant la retraite de Thomas Bernhard, mise en scène Alain Françon (Théâtre de la Porte Saint-Martin)[1]
- 2021-2022 : L’Odyssée. Une histoire pour Hollywood de Krzysztof Warlikowski[1]
- 2022-2023 : Catarina et la beauté de tuer des fascistes de Tiago Rodrigues[2]
- 2023-2024 : A Noiva e o Boa Noite Cinderela de Carolina Bianchi (Brésil) et Les Émigrants de W. G. Sebald, adaptation et mise en scène de Krystian Lupa (Suisse et France)[3]